# Ерушалми, Элиэзер
Элиэзер Ерушалми (Иерусалимский) (1900, Городище Минской губернии — 10 декабря 1962, Хайфа) — литовско-израильский педагог, писатель, общественный деятель.

## Биография
Элиэзер Ерушалми родился в местечке Городище в семье раввина Иосифа Иерусалимского. С трёх лет жил с родителями в Новогрудке, с одиннадцати лет — в Волковыске. Получил традиционное еврейское образование. С 1926 года жил в Литве. В 1929 получил степень магистра по философии и истории университета Ковно, в 1933 — докторскую степень по истории университета Кенигсберга. После окончания университета работал в качестве учителя географии и других предметов в средней школе имени Бялика в Шяуляе. Принимал активное участие в движении «Цеирей Цион».
В 1941 году оказался в Шяуляйском гетто, возглавлял там народную школу. В период с 1942 по 1943 был техническим секретарём в аппарате юденрата, записывал рассказы узников гетто. В 1944 сумел бежать в лес к партизанам, затем служил в Советской Армии. В Вильнюсе организовал школу-интернат для еврейских детей. С июня по сентябрь 1945, живя в Лодзи, был членом еврейской исторической комиссии.
С сентября 1945 по сентябрь 1948 жил в Риме — руководил отделом культуры и образования в Центре для беженцев, преподавал литературу на иврите в Еврейской теологической семинарии, являлся директором отдела образования, был среди основателей сети еврейских школ, санаториев для детей и организаторов учебных курсов по подготовке учителей. В 1946—1948 годах был членом литературного журнала «Айн Ганг» в Риме.
В 1949 году эмигрировал в Израиль. Жил в Хайфе. Был членом местного комитета профсоюза учителей и Центрального комитета по культуре. Был среди основателей Организации учителей средних школ. Принимал активное участие в работе над документацией Яд ва-Шем, собирая материалы по истории Холокоста на территории Литвы.
В литературе дебютировал публицистическими статьями в русской газете «Сегодня» (Рига). На идише стал писать в 1927 году. Одновременно печатался и на иврите. Первая книга — краткая еврейская история на идише — издана в 1946 году в Риме. Там же в 1947 вышла книга о жизни и творчестве Хаима Нахмана Бялика. В 1959 в Тель-Авиве издана книга «Гибель евреев Литвы» на иврите. В 1958 в Иерусалиме вышла книга «История Шяуляя», а в 1960 в Берлине книга о детях гетто. В 1957 был удостоен премии Всемирного еврейского конгресса за роман «От северных лесов до гор Кармель».
Одна из улиц Хайфы носит его имя. Ерушалми — дядя Леона Юриса.